# Ellinair
Ellinair fue una aerolínea griega. Se estableció en febrero de 2013 y su primer vuelo fue operado en febrero de 2014. La aerolínea operaba vuelos directos desde sus principales hub en el Aeropuerto Internacional de Salónica y en el Aeropuerto Internacional de Atenas. Durante la estación de verano operaba vuelos adicionales para destinos internacionales desde el Aeropuerto Internacional de Corfú.
El nombre Ellinair es una combinación de las palabras “Έλλην” (Ellin - raíz que significa "griego") y “aire”.

## Historia
La aerolínea inició sus operaciones el 19 de febrero de 2013 y su primer vuelo tuvo lugar en febrero de 2014. La compañía es miembro del Grupo Mouzenidis, y fue originalmente creado para servir el alto volumen de turistas, principalmente de Rusia, que visitan Grecia a través del operador Mouzenidis Travel. En octubre de 2014, los vuelos de Ellinair fueron incorporados a los Sistemas de Distribución Global  (GDS), para asegurar accesibilidad a todas las agencias turísticas. 
El 15 de junio de 2015, Ellinair lanzó nuevas rutas domésticas desde Atenas y Salónica.
En 2021 cesó sus operaciones.

## Destinos regulares
|  | Hub            |
|  | Base           |
|  | Destino futuro |
|  | Estacional     |

## Flota Histórica
La aerolínea durante su existencia operó las siguientes aeronaves: